# Passo das Grandes Jorasses
O passo das Grandes Jorasses é um colo de montanha no do maciço do Monte Branco que fica entre a França e a Itália a 3825 m de altitude. Situado entre a Ponta Young das Grandes Jorasses, tem a vertente norte do lado francês (Vallée de l'Arve) e a vertente sul do italiano, no Vale de Aosta.
Neste colo encontra-se o pequeno Bivouac E. Canzio.
A primeira travessia foi efetuada pelo alpinista inglês Thomas Middlemore e pelo suíço Johann Jaun em 1874.